# August 1981
Portal Geschichte | Portal Biografien | Aktuelle Ereignisse | Jahreskalender | Tagesartikel

◄ |
19. Jahrhundert |
20. Jahrhundert
| 21. Jahrhundert

◄ |
1950er |
1960er |
1970er |
1980er
| 1990er | 2000er | 2010er | ►

◄ |
1977 |
1978 |
1979 |
1980 |
1981
| 1982 | 1983 | 1984 | 1985 | ►

◄ |
Mai 1981 |
Juni 1981 |
Juli 1981 |
August 1981 |
September 1981 |
Oktober 1981 |
November 1981 |
►
Dieser Artikel behandelt aktuelle Nachrichten und Ereignisse im August 1981.

## Tagesgeschehen

### Samstag, 1. August 1981

Erster Musik-Clip auf MTV: Video Killed the Radio Star

- New York/Vereinigte Staaten: Der Fernsehsender Music Television (MTV) geht auf Sendung. Er wird ins US-amerikanische Kabelfernsehen eingespeist und bietet das erste Programm, das nur die Sparte Popmusik bedient. Im Wesentlichen handelt es sich um Musikvideos.[1]

### Dienstag, 4. August 1981
- Washington, D.C./Vereinigte Staaten: US-Präsident Ronald Reagan von der Republikanischen Partei setzt sein wichtigstes Wahlversprechen um, als er das „Steuergesetz für ökonomische Erholung“ (englisch „Economic Recovery Tax Act“, ERTA) in den Kongress der Vereinigten Staaten einbringt. Die liberal gestalteten ERTA-Steuersätze nach der Lehre des Wirtschaftswissenschaftlers Arthur Laffer sind das zentrale Element im Konzept des Präsidenten zur Überwindung der Rezession. Der Kongress stimmt ihnen zu.[2]

### Mittwoch, 12. August 1981

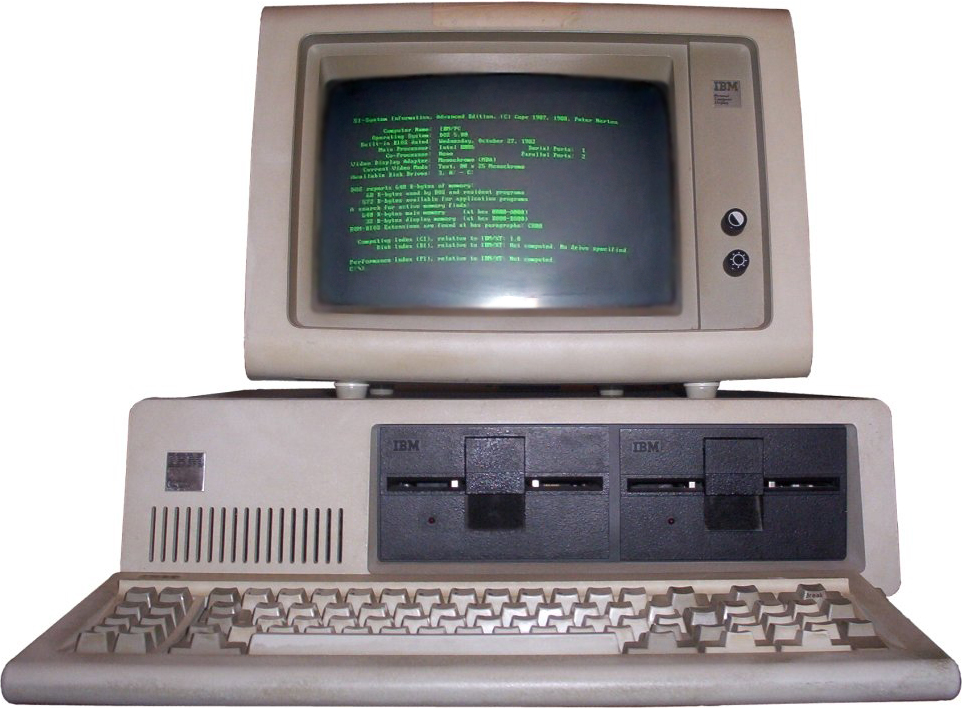
PC 5150 von IBM

- Armonk/Vereinigte Staaten: IBM, Hersteller elektronischer Datenverarbeitungsanlagen, darunter der Mikrocomputer 5100, steigt in den Markt für Heimcomputer ein und beginnt mit dem Verkauf des Modells IBM Personal Computer 5150, der auch als Arbeitsplatzrechner in Unternehmen Verbreitung finden soll.[3]

### Freitag, 14. August 1981
- Hamburg/Deutschland: Auf dem Volksfest Dom stoßen einige Gondeln des Fahrgeschäfts „Skylab“ gegen einen Teleskopkran, mit dessen Hilfe der Inhaber des benachbarten Fahrgeschäfts „Katapult“ einen defekten Motor austauschen will. Bei dem Unglück sterben sieben Menschen.[4]

### Samstag, 15. August 1981
- Berlin/Deutschland: Die Eröffnung der Ausstellung Preußen – Versuch einer Bilanz im Martin-Gropius-Bau im „Zentralen Bereich West“, Bezirk Kreuzberg, gilt als aktueller Höhepunkt einer so genannten „Preußenwelle“ in der Bundesrepublik, während der die nationale Geschichte bis zum Zweiten Weltkrieg in den Fokus des öffentlichen Interesses rückt.[5]

### Mittwoch, 19. August 1981

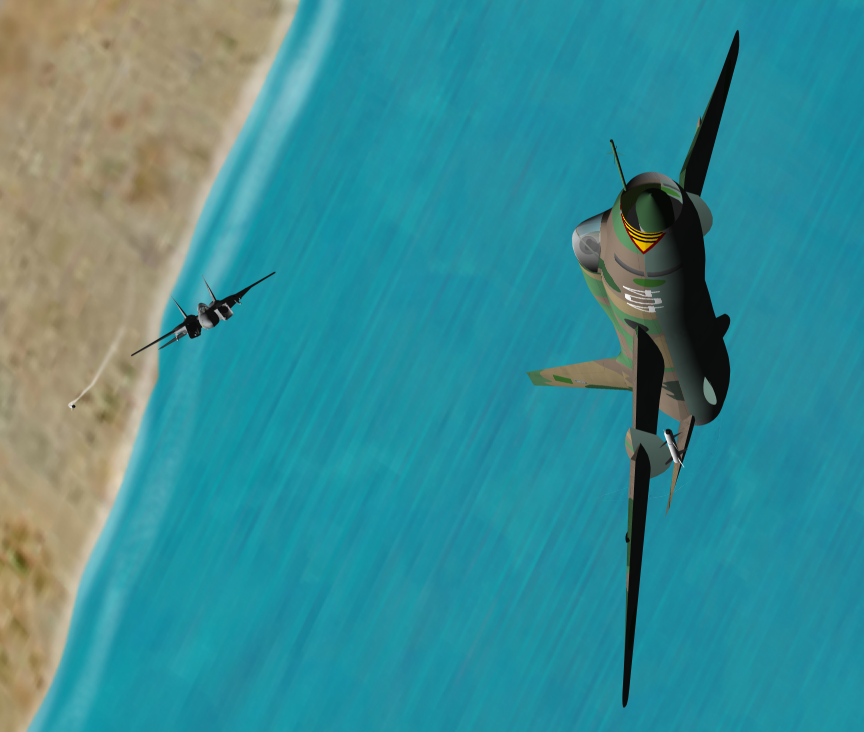
Golf-von-Sidra-Vorfall (künstlerische Darstellung)

- Berlin/Deutschland: Das Bundesministerium für Jugend, Familie und Gesundheit verbietet wegen der hohen Krebsgefahr den Vertrieb des Stärkungsmittels Frauengold, dessen Werbung besonders auf den Absatz unter Frauen ausgerichtet ist.[6]
- Libysches Meer: Beim Golf-von-Sidra-Vorfall beschießen zwei Flugzeuge vom Typ Suchoi Su-22 der Streitkräfte Libyens zwei Flugzeuge vom Typ Grumman F-14 Tomcat, die vom Flugzeugträger U.S.S. Nimitz der Seestreitkräfte der Vereinigten Staaten. Der anschließende Luftkampf endet mit der Zerstörung der beiden libyschen Maschinen.[7]

### Freitag, 21. August 1981
- Genf/Schweiz: Auf der Dritten Seerechtskonferenz setzt sich die deutsche Bewerberstadt Hamburg gegen Lissabon, Portugal, und Split, Jugoslawien, als Standort des geplanten Internationalen Seegerichtshofs durch. Auf Betreiben der Vereinten Nationen wird seit 1958 ein Seerechtsübereinkommen verhandelt, um die Nutzungsarten des Meeres festzulegen und Streitigkeiten zwischen Staaten und Organisationen über Nutzungsfragen einer Lösung zuführen zu können.[8]
- Nairobi/Kenia: Nach zwölf Tagen endet die erste Konferenz der Vereinten Nationen zum Thema „Neue und Erneuerbare Energiequellen“, an der über einhundert Staaten teilnehmen. Diese vereinbarten zwar keine Schritte, die dem Schutz der Umwelt dienlich wären, aber zum ersten Mal wurden in einem großen Rahmen Ansichten über die Zukunft der Energiegewinnung ausgetauscht.[9]

### Montag, 24. August 1981
- Amur/Sowjetunion: Bei schlechtem Wetter kollidiert in 5.220 m Höhe Flug 811 der Fluggesellschaft Aeroflot von Juschno-Sachalinsk nach Blagoweschtschensk mit einer Tupolew 16K der Roten Armee. An Bord der Passagiermaschine vom Typ Antonow 24RV befinden sich 32 Personen. Die Tupolew ist mit sechs Personen besetzt. Etwa 70 km östlich der Stadt Sawitinsk gehen die Trümmer der beiden Maschinen nieder.[10]
- New York/Vereinigte Staaten: Die Zeitschrift Time erscheint mit einem vom Weltschmerz geplagten Bundesadler auf der Titelseite sowie dem Slogan: „West-Germany: Moment of Angst“. Die Autoren attestieren den Bewohnern der Bundesrepublik eine „typisch deutsche Zögerlichkeit“ als kollektives Lebensgefühl.[11]

### Dienstag, 25. August 1981
- Berlin/Deutschland: An der Technischen Universität Berlin im Bezirk Charlottenburg beginnt der vierwöchige Tuwat-Kongress für engagierte Bürger aus den Neuen Sozialen Bewegungen. Eingeladen ist u. a. der französische Philosoph Michel Foucault. Die Veranstaltungsreihe soll so genannte „alternative politische Modelle“ zur Überwindung des Kapitalismus konkretisieren. Ein Schwerpunkt wird der Kampf um besetzte Häuser sein.[12]

### Mittwoch, 26. August 1981

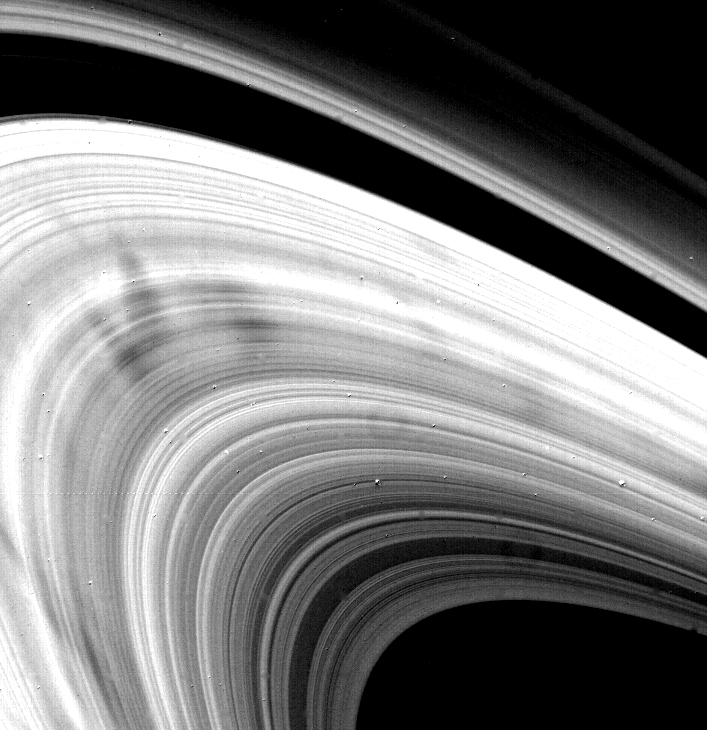
Die Ringe um den Planeten Saturn, fotografiert von Voyager 2

- Sonnensystem: Die Raumsonde Voyager 2 der amerikanischen Weltraumorganisation NASA passiert den Saturn und funkt rund 16.000 Fotos des Planeten, seiner Ringe und seiner Monde zur Erde. Zuvor hielten sich nur zwei menschliche Raumsonden, Pioneer 11 und Voyager 1, in der Nähe dieser Himmelskörper auf.[13]

### Donnerstag, 27. August 1981
- Amur/Sowjetunion: Bei den Bergungsarbeiten im Anschluss an die Flugzeugkollision vom 24. August stoßen die Einsatzkräfte im Wald nahe Sawitinsk auf eine überlebende Passagierin. Die 20-jährige Larissa Sawizkaja ist wahrscheinlich der erste Mensch der Welt, der einen Sturz aus über 5.000 m Höhe ohne technische Hilfsmittel überstand. Die Fallzeit betrug acht Minuten und der Aufprall wurde durch Birken abgebremst.[14]

### Freitag, 28. August 1981
- Frankfurt am Main/Deutschland: Die rekonstruierte Alte Oper, erbaut im Jahr 1880 am Opernplatz, wird mit der 8. Sinfonie von Gustav Mahler wiedereröffnet. Eine Bürgerinitiative steuerte Spendengeld in Höhe von 15 Millionen D-Mark bei, das ist die bislang größte Spendensammlung auf kulturellem Gebiet in der Bundesrepublik.[15]

### Sonntag, 30. August 1981

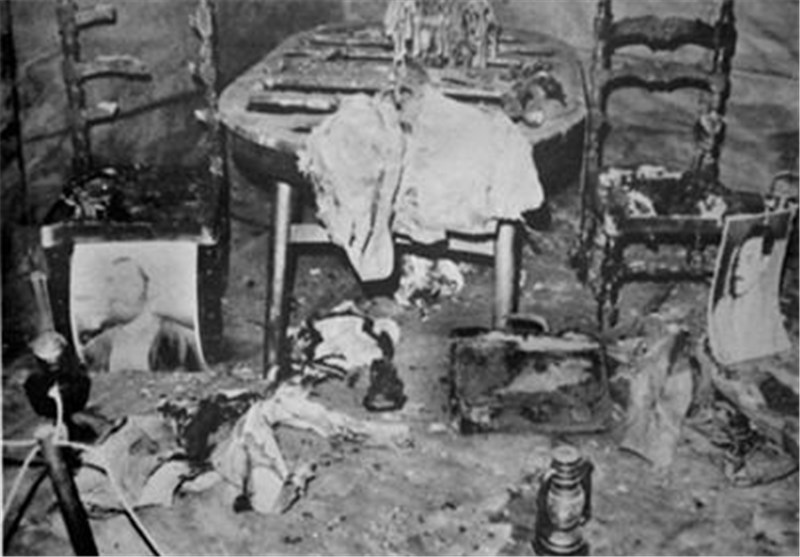
Bahonars Büro nach der Explosion

- Brünn/Tschechoslowakei: Der deutsche Motorradrennfahrer Toni Mang gewinnt, wie im Jahr zuvor, den Weltmeistertitel in der 250-cm³-Klasse und erstmals auch den in der 350-cm³-Klasse.
- Teheran/Iran: Bei einem Bombenattentat auf das Büro des Premierministers Mohammad Dschawad Bahonar kommen der Premierminister, der in diesem Moment anwesende Staatspräsident Mohammad Ali Radschā'i und sechs Regierungsbeamte ums Leben. Bei den medialen Spekulationen über die Urheber geraten neben Agenten der westlichen Welt auch inländische säkulare Kräfte in Verdacht.[16]

## Weblinks

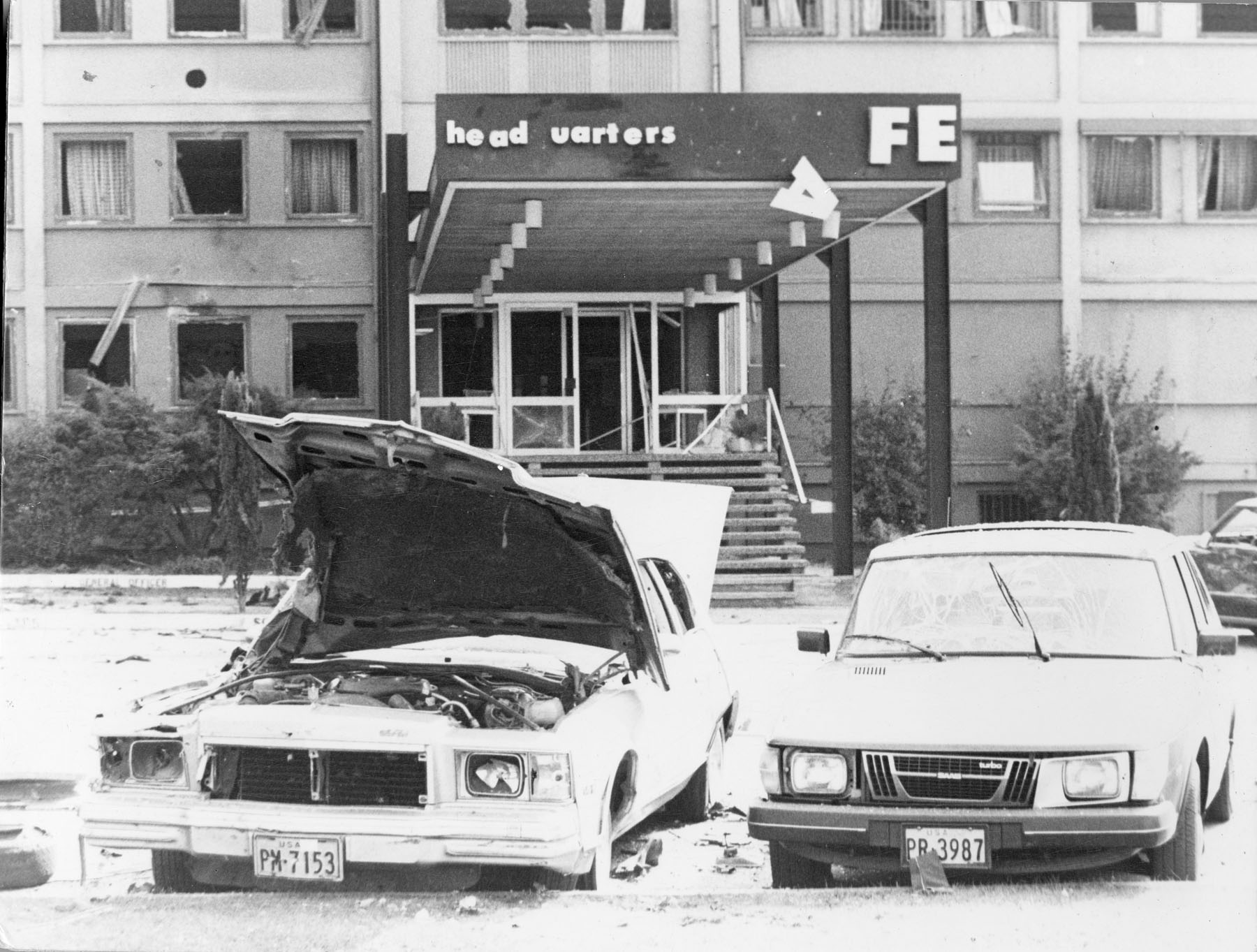
Rheinland-Pfalz im August 1981